# Пачопка, Болеслав
Болеслав Пачопка (бел. Баляслаў Пачопка; 13 октября 1884, Уляны, Виленская губерния, Российская Империя — 26 декабря 1940, Телеханы, БССР, СССР) — греко-католический священник, публицист, издатель, педагог, автор нескольких произведений историко-религиозной тематики. Редактор газеты «Наша Ніва», а также греко-католической газеты «Белорус».

## Биография
Болеслав родился в малоимущей крестьянской семье католического вероисповедания, помимо самого Болеслава в семье насчитывалось ещё пятеро детей. Крещен в костёле в деревне Лаворишкес.
С раннего возраста прислуживал при местном католическом храме, мечтая принять сан священника. По завершении четырёх классов народной школы Болеслав продолжил своё дальнейшее обучение в Виленской гимназии. В 1905 году ему удалось поступить в Виленскую духовную семинарию, но из-за проблем со здоровьем был вынужден на некоторое время прервать своё обучение. С 1907 года находясь в Петербурге Болеслав, устроился мелким чиновником, попутно продолжая самообразование. В течение двух лет принимал деятельное участие в белорусских и польских культурно-просветительских обществах, где делился сочинёнными им стихами и песнями. Царские власти, заподозорив политическую активность в данных кругах, поставили деятельность этих кружков под запрет. Пачопка был уволен с государственной службы, лишённый возможности впредь занимать государственные посты в столице. Болеслав был вынужден вернуться в родные края, где зарабатывал себе на хлеб частным репетиторством.
В 1911 году сдав экстерном экзамен получил аттестат.
31 января 1912 года женился на Марциане Пилецкой, от которой у него было семеро детей.
С 1911 года проживал в Вильнюсе, сотрудничал с редакторами белорусских изданий «Наша Ніва» и «Белорус». Участвовал в создании первой белорусской католической газеты «Biełarus» печатается на белорусской латинице, спустя некоторое время стал её непосредственным редактором и издателем.
В октябре 1915 года он вместе с семьёй переехал из Вильнюса в Свислочь, чтобы вместе с другими активистами основать там первую белорусскую учительскую семинарию с разрешения немецких оккупационных властей. Он был её директором, хотя формально руководителем был немец Бендех.
Составил и издал первый белорусский молитвенник «Boh z nami» в XX веке (1915). Его авторству принадлежит первая белорусская грамматика «Hramatyka biełaruskaj mowy. Apracawaŭ B.Pačobka», разработанная в 1915 году, напечатана в Вильнюсе, в марте 1918 года. Подготовил и издал ряд белорусских религиозных книг. Он писал стихи на белорусском и польском языках, собирал белорусский фольклор, исследовал историю Белоруссии.
В межвоенный период он решил посвятить себя возрождению Унии в Беларуси. Служил униатским пастором в Бобровичах.
В 1939 году с приходом советской власти в Западную Беларусь по региону прокатилась волна массовых репрессий, она коснулась в частности Пачопки и его семьи всё началось с морального и материального давления, а в феврале 1940 года, когда в Западной Беларуси прошла первая массовая операция по депортации белорусов в Сибирь, в его церкви произошла резня. Через несколько недель его пытались обвинить в краже зерна. Эти потрясения сильно пошатнули здоровье священника, которое весной 1940 года сильно ухудшилось, вызвав проблемы с сердцем. Несколько недель он провёл в больнице в Телеханах. Осенью к священнику вновь вернулись следователи НКВД. В декабре 1940 года Пачопка во второй раз попал в больницу в Телеханах, где на второй день Рождества скончался.

## Использованные материалы
- Освящение памятника священнику Болеславу Пачопке
- 133 гады таму нарадзіўся Баляслаў Пачопка